# イルティス (水雷艇)

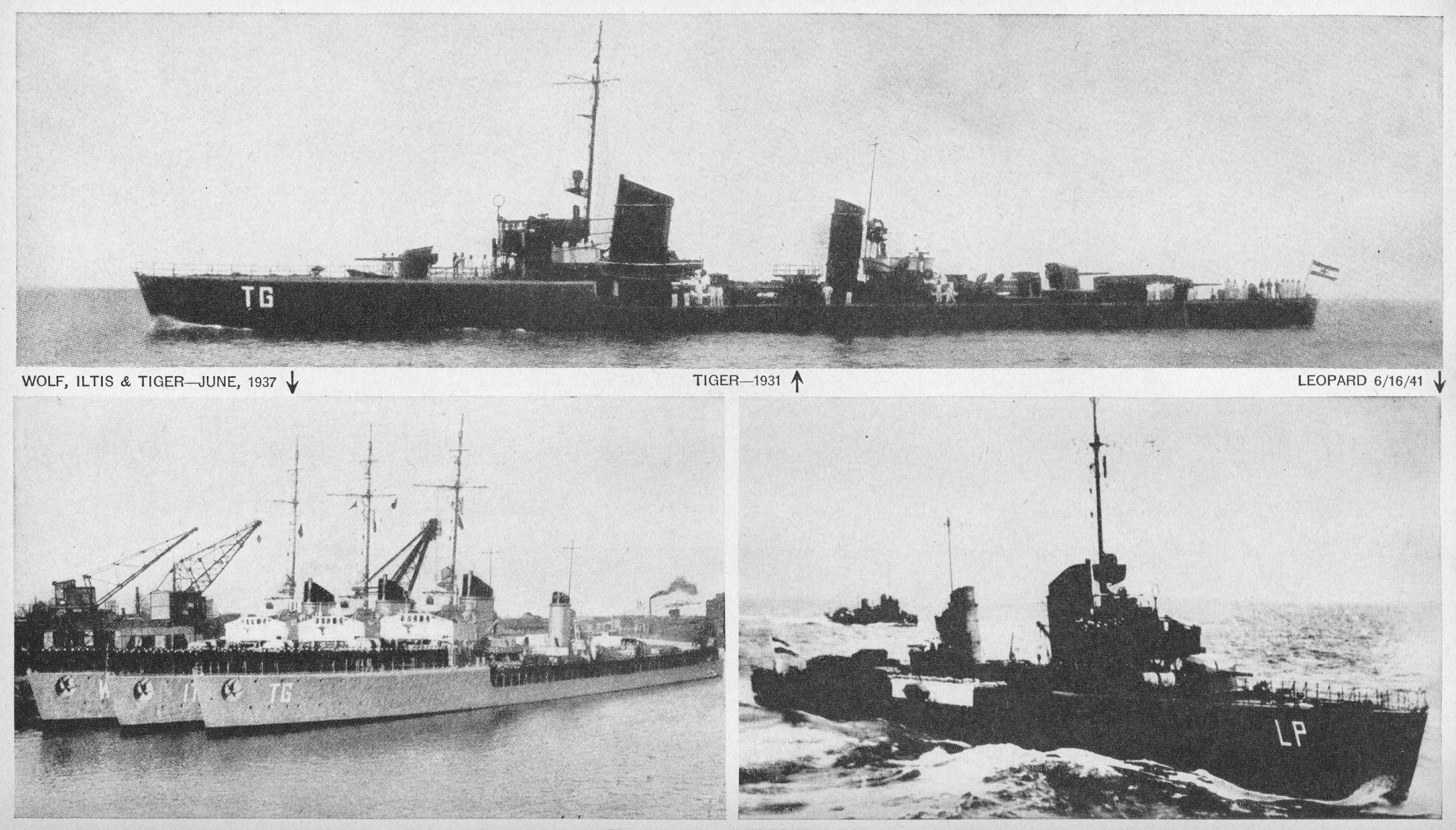

イルティス (Iltis) はドイツ海軍の水雷艇。1924型。

## 艦歴
1927年3月8日起工。1927年10月12日進水。1928年10月1日就役。
第二次世界大戦開戦後、北海やスカゲラク海峡で、通商破壊や機雷敷設作戦に従事する。1940年1月31日、北海で潜水艦U15と衝突し、U15は沈没した。
7月、被雷し修理のためキールへ向かう巡洋戦艦グナイゼナウを、トロンハイムから護衛する。その途中、水雷艇ルクスが潜水艦に撃沈された。
8月以降イギリス海峡周辺で機雷敷設作戦に従事する。1941年3月には、大西洋での通商破壊戦を終えブレストへ帰還する巡洋戦艦シャルンホルストとグナイゼナウを護衛した。
1942年2月ケルベロス作戦に参加。
3月、イギリス海峡で、大西洋へ出撃する仮装巡洋艦ミヒェルを護衛。5月13日、水雷艇ファルケ、コンドル、ゼーアドラー等とイギリス海峡で仮装巡洋艦シュティーアの護衛中、イギリス魚雷艇の攻撃で撃沈された。